# Kusacz kasztanowaty
Kusacz kasztanowaty (Crypturellus obsoletus) – gatunek średniej wielkości ptaka z rodziny kusaczy (Tinamidae), zamieszkujący Amerykę Południową.

## Podgatunki i zasięg występowania
Kusacz kasztanowaty występuje w zależności od podgatunku:
- C. obsoletus cerviniventris – północna Wenezuela.
- C. obsoletus knoxi – północno-zachodnia Wenezuela.
- kusacz rdzawobrzuchy (C. obsoletus castaneus) – wschodnia Kolumbia do północnego Peru.
- C. obsoletus ochraceiventris – środkowe Peru.
- kusacz peruwiański (C. obsoletus traylori) – południowo-wschodnie Peru.
- C. obsoletus punensis – południowo-wschodnie Peru, północna Boliwia.
- kusacz szarogłowy (C. obsoletus griseiventris) – północno-środkowa Brazylia.
- C. obsoletus hypochraceus – południowo-zachodnia Brazylia.
- kusacz kasztanowaty (C. obsoletus obsoletus) – południowa Brazylia, Paragwaj, północno-wschodnia Argentyna.

## Morfologia
Długość ciała 25–30,5 cm; masa ciała dwóch samic 490 g i 600 g. Wierzch ciemny, kasztanowatobrązowy i bez rysunku. Ciemię ciemniejsze, boki głowy brązowoszare, gardło szarawe. Spód ciała rdzawobrązowy, na bokach czarne prążki. Nogi żółtawoszare.

## Tryb życia
Spotykany od tropikalnych nizin po krańce strefy umiarkowanej, na obrzeżach lasów.
Płochliwy; lata niechętnie, zwykle ucieka na piechotę.

## Status
Międzynarodowa Unia Ochrony Przyrody (IUCN) uznaje kusacza kasztanowatego za gatunek najmniejszej troski (LC – Least Concern) nieprzerwanie od 1988 roku. Liczebność populacji nie została oszacowana; w 1996 roku ptak ten opisywany był jako dość pospolity. Ze względu na brak dowodów na spadki liczebności bądź istotne zagrożenia dla gatunku BirdLife International uznaje trend liczebności populacji za stabilny.